# Zlata Filipović
|  | Per a altres significats, vegeu «Zlata (desambiguació)». |

Zlata Filipovic (Sarajevo, 3 de desembre de 1980), escriptora bosniana, és l'autora d'El diari de Zlata, un llibre que relata la seva vida durant la guerra de Iugoslàvia, de 1991 a 1993. En aquest lapse de temps, quan tenia 10-12 anys, Zlata viu en un cèntric carrer de Sarajevo, a Bòsnia i Hercegovina. Explica les seves vivències i sentiments a través de Mimmy, el seu diari personal.
En aquest llibre, Zlata relata successos en un país aparentment pacífic, pel qual passà la tempesta de les crueltats de la guerra i la destrucció, des d'un punt de vista infantil i innocent. Els seus escrits són un testimoni colpidor de l'horror que viu dia a dia la ciutat de Sarajevo.

## Biografia
Zlata Filipovic va néixer a Sarajevo el 3 de desembre de 1980. Els seus pares són de Sarajevo i els seus avis musulmans i en la seva família hi ha avantpassats croats i serbis. Amb el seu diari es va conèixer a tot el món el sofriment d'un poble en guerra (2003). Aquest llibre proposa una visió de les més terribles guerres del segle XX a través de la mirada dels nens i adolescents que les han viscut i patit. Des de l'Holocaust, Vietnam, la intifada palestina o la guerra de Bòsnia, aquest volum reuneix l'emotiu testimoni de les víctimes més innocents de les guerres. Als 14 anys, el1993, Zlata es va convertir, gràcies al seu diari, en la nena més famosa de Bòsnia i Hercegovina. Zlata va ser refugiada a París, a finals de 1993, amb l'ajuda de les forces de l'ONU i de les autoritats franceses i, probablement gràcies a la popularitat obtinguda pel seu diari, Zlata va poder seguir escrivint a França. Habitualment resideix a Irlanda, des d'on s'ha convertit en una testimoni viva del dramatisme d'una guerra que va destrossar la seva ciutat i la seva infància. Si l'Anna Frank va relatar en el seu llibre l'horror nazi durant la Segona Guerra Mundial, Zlata va fer el mateix amb la guerra de Bòsnia i l'atroç setge de Sarajevo.